# Samurai Deeper Kyo
Samurai Deeper Kyo (en japonès: サムライ ディーパー キョウ o Samurai Dīpā Kyō) és un manga escrit i il·lustrat per Akimine Kamijyo. Va aparèixer per primera volta el 15 d'octubre de 1999 en el Shōnen Magazine de Kōdansha i va ser publicat fins al 10 de maig de 2006, en 38 tankōbon; El manga va conduir a l'adaptació d'una sèrie d'anime, en 2002, amb el mateix nom i que Studio DEEN va emetre en TV Tòquio des del 2 de juliol fins al 23 de desembre de 2002, en 26 episodis. La història també ha estat adaptada a un videojoc de Game Boy Advance publicat en Japó en 2002.

Tant el manga com l'anime combinen l'acció històrica amb forces sobrenaturals, prenent-se llibertats amb els personatges històrics per a crear una història alternativa del Japó Tokugawa. Encara que les diferències argumentals entre el manga i l'anime són considerables, ambdues produccions segueixen la història de Kyô ulls d'ogre (Onime no Kyo) en la recerca del seu cos després que la seua ànima fos separada d'aquest i segellada dins del cos del seu rival, Kyoshirô Mibu. Kyô s'embardissa en la seua recerca al costat de la caça-recompenses Yuya Shiina, Hidetada Tokugawa (també conegut pel nom de Benitora, el mestre de les siluetes), hereu al shogunat i Yukimura Sanada, junt a altres.